# Баке, Арнолд Адриан

Арнолд Адриан Баке (нидерл. Arnold Adriaan Bake; 19 мая 1899, Хилверсюм — 8 октября 1963, Лондон) — нидерландский этномузыковед.
С детских лет играл на фортепиано. Окончил гимназию в Харлеме (1918) и Лейденский университет (1923), где изучал индологию, санскрит (у Жана Филиппа Фогеля) и арабский язык (у Христиана Снук-Хюргронье), готовясь к работе в Голландской Ост-Индии. Одновременно в университетские годы занимался вокалом и рассматривал возможность профессиональной карьеры певца. В 1924—1925 гг. продолжил образование в Утрехтском университете под руководством Виллема Каланда, сосредоточившись на изучении древнеиндийских трактатов о музыке.
В 1925 г. Баке женился на Корнелии Тиммерс и вместе с женой отправился в Индию, поселившись в Шантиникетане, в ашраме, созданном Рабиндранатом Тагором; перед этим его будущая жена, по его настоянию, на протяжении двух семестров изучала бенгальский язык. В Индии Баке изучал как классические тексты о музыке, так и современное ему народное пение, осуществил запись ряда песен современной музыкальной нотацией. В 1929—1930 гг., вернувшись в Нидерланды, защитил в Утрехте докторскую диссертацию, выступал с многочисленными лекциями об индийской музыке, сам исполняя записанные им песни. В 1931—1934 гг. супруги Баке продолжили работу в Индии, Непале и на Цейлоне, собрав среди прочего заметную коллекцию записей аутентичного исполнения индуистских церковных песнопений при помощи фонографа. В 1935—1936 гг. Баке совершил лекционный тур по США, затем провёл некоторое время в Лондоне и в 1937—1946 гг. вновь работал в Индии, на этот раз благодаря гранту Брасенос-колледжа; когда в годы Второй мировой войны в финансировании из Англии возникли перебои, на недолгое время поступил на службу на радио в Дели, выступал с лекциями и концертами европейской вокальной музыки. Продолжая заниматься аудиозаписью религиозного пения, Баке также сам обучался киртану.
В 1946 году Баке вернулся в Европу и окончательно обосновался в Великобритании. С 1948 года и до конца жизни он преподавал индийскую музыку и санскрит в Школе востоковедения и африканистики, вёл также занятия по санскриту в других подразделениях Лондонского университета. В 1955—1956 гг. вновь занимался сбором материала в Непале и Северной Индии; присутствовал на коронации непальского короля Махендры.
Член-корреспондент Королевской академии наук и искусств Нидерландов.